# Saint-Ouen-des-Besaces
Saint-Ouen-des-Besaces ist eine ehemalige französische Gemeinde mit 432 Einwohnern (Stand 1. Januar 2022), den Audonniens, im Département Calvados in der Region Normandie.
Am 1. Januar 2016 wurde Saint-Ouen-des-Besaces im Zuge einer Gebietsreform zusammen mit 19 benachbarten Gemeinden, die wie Saint-Ouen-des-Besaces alle dem aufgelösten Gemeindeverband Bény-Bocage angehörten, als Ortsteil in die neue Gemeinde Souleuvre en Bocage eingegliedert.

## Geografie
Saint-Ouen-des-Besaces liegt rund 22 Kilometer südöstlich von Saint-Lô und 24 Kilometer nördlich von Vire-Normandie. Im Osten grenzt das Département Manche an das Ortsgebiet. Durch Saint-Ouen-des-Besaces verläuft die Autoroute A84.

## Bevölkerungsentwicklung
| Jahr                             | 1793 | 1836 | 1876 | 1926 | 1946 | 1968 | 1990 | 2013 |
| Einwohner                        | 750  | 700  | 501  | 420  | 352  | 278  | 235  | 394  |
| Quelle: Cassini, EHESS und INSEE |      |      |      |      |      |      |      |      |

## Sehenswürdigkeiten
- Kirche Saint-Ouen aus dem 11. Jahrhundert, zum Teil umgebaut